# Comando de las Naciones Unidas

Logotipo del Comando de las Naciones Unidas

El Comando de las Naciones Unidas (en inglés: United Nations Command, también conocido como UNC por sus siglas en inglés) es la fuerza militar multinacional que apoyó a Corea del Sur durante y después de la Guerra de Corea. Fue el primer comando unificado internacional de la historia y el primer intento de seguridad colectiva de conformidad con la Carta de las Naciones Unidas.
El UNC se estableció el 7 de julio de 1950 tras el reconocimiento de la ONU de la agresión de Corea del Norte contra Corea del Sur. Los Estados miembros de la ONU fueron llamados a brindar asistencia para repeler la invasión del Norte, y el UNC proporcionó una estructura de mando cohesiva bajo la cual operarían las fuerzas dispares. Durante la guerra, 22 naciones contribuyeron con personal militar o médico al Comando de la ONU. Aunque Estados Unidos dirigió el UNC y proporcionó la mayor parte de sus tropas y fondos, todos los participantes lucharon formalmente bajo los auspicios de la ONU, con la operación clasificada como una "acción policial dirigida por la ONU".
El 27 de julio de 1953, el Comando de las Naciones Unidas, el Ejército Popular de Corea y el Ejército Popular de Voluntarios firmaron el Acuerdo de Armisticio de Corea, poniendo fin a las hostilidades abiertas. El acuerdo estableció la Comisión de Armisticio Militar (MAC por sus siglas en inglés), compuesta por representantes de los signatarios, para supervisar la implementación de los términos del armisticio, y la Comisión Supervisora de Naciones Neutrales (NNSC por sus siglas en inglés), compuesta por naciones que no participaron en el conflicto, para monitorear las restricciones del armisticio a que las partes se refuercen o se rearmen. El MAC fue reemplazado por la "Misión de Panmunjon", administrada exclusivamente por Corea del Norte.
Desde 1953, los deberes principales del UNC han sido mantener el armisticio y facilitar la diplomacia entre Corea del Norte y Corea del Sur. Aunque las reuniones del MAC no han tenido lugar desde 1994, los representantes del Comando de la ONU habitualmente involucran a miembros del Ejército Popular de Corea en reuniones formales e informales. Las negociaciones formales más recientes sobre los términos del armisticio ocurrieron entre octubre y noviembre de 2018. Los oficiales de guardia de ambos lados del Área de seguridad conjunta (comúnmente conocida como la aldea de la tregua de Panmunjom) realizan controles diarios de comunicaciones y tienen la capacidad de interactuar cara a cara cuando la situación lo requiera.
Su sede está en la base Humphreys, a las afueras de las poblaciones de Anjeong-ri y Pyeongtaek en Corea del Sur. También maneja una instalación de retaguardia ubicada en la Base Aérea de Yokota en Japón. Su tarea es mantener el acuerdo que permite al comando mantener un enlace logístico y de apoyo en suelo japonés.

## Estatus legal
El Comando de las Naciones Unidas opera bajo los mandatos de las resoluciones 82, 83 y 84 del Consejo de Seguridad de la ONU. Mientras que la ONU tenía cierta autoridad militar a través del Capítulo VII de la Carta de las Naciones Unidas, las tensiones de la Guerra Fría hicieron que las fuerzas previstas en esos artículos nunca se hicieran realidad. Por tanto, la ONU tenía poca capacidad práctica para formar una fuerza militar en respuesta a la invasión norcoreana del Sur. En consecuencia, el Consejo de Seguridad de la ONU designó a Estados Unidos como el agente ejecutivo para liderar un "comando unificado" bajo la bandera de la ONU. Como tal, las Naciones Unidas no ejercen ningún control sobre las fuerzas de combate. Sin embargo, como esto representó uno de los primeros intentos de seguridad colectiva bajo el sistema de la ONU, el liderazgo de la ONU mantuvo una relación cercana con el Comando de la ONU durante la guerra y por años después de que cesaron las hostilidades.
Cuando las partes en conflicto firmaron el Acuerdo de Armisticio de Corea el 27 de julio de 1953, el UNC entregó el Acuerdo a las Naciones Unidas. En agosto de 1953, la Asamblea General de las Naciones Unidas aprobó una resolución “tomando nota con aprobación” del Acuerdo de Armisticio, un paso que fue fundamental para que la ONU diera el siguiente paso en la organización de la Conferencia de Ginebra de 1954 destinada a negociar una paz diplomática entre el Norte y el Sur de Corea. La adopción del Acuerdo de Armisticio de Corea en la Asamblea General respalda el papel actual del Comando de la ONU de mantener y hacer cumplir el Acuerdo de Armisticio.
El papel de Estados Unidos como agente ejecutivo del comando unificado ha generado dudas sobre su validez continua. En particular, en 1994, el secretario general de la ONU, Boutros Boutros-Ghali, escribió en una carta al ministro de Relaciones Exteriores de Corea del Norte que:

El Consejo de Seguridad no estableció el comando unificado como un órgano subsidiario bajo su control, sino que simplemente recomendó la creación de dicho comando, especificando que estaría bajo la autoridad de los Estados Unidos. Por tanto, la disolución del mando unificado no es responsabilidad de ningún órgano de las Naciones Unidas, sino que es un asunto de la competencia del Gobierno de los Estados Unidos.

La posición oficial de la ONU es que las resoluciones del Consejo de Seguridad y de la Asamblea General de la era de la guerra de Corea siguen en vigor. Esto se puso de manifiesto en 2013 cuando Corea del Norte anunció la derogación unilateral del Acuerdo de Armisticio. El portavoz de la ONU, Martin Nesirky, afirmó que, dado que la Asamblea General había adoptado el Acuerdo de Armisticio, ninguna parte podía disolverlo unilateralmente. El UNC sigue sirviendo como signatario y parte del Armisticio frente al Ejército Popular de Corea.